# St. Georg (Eismerszell)

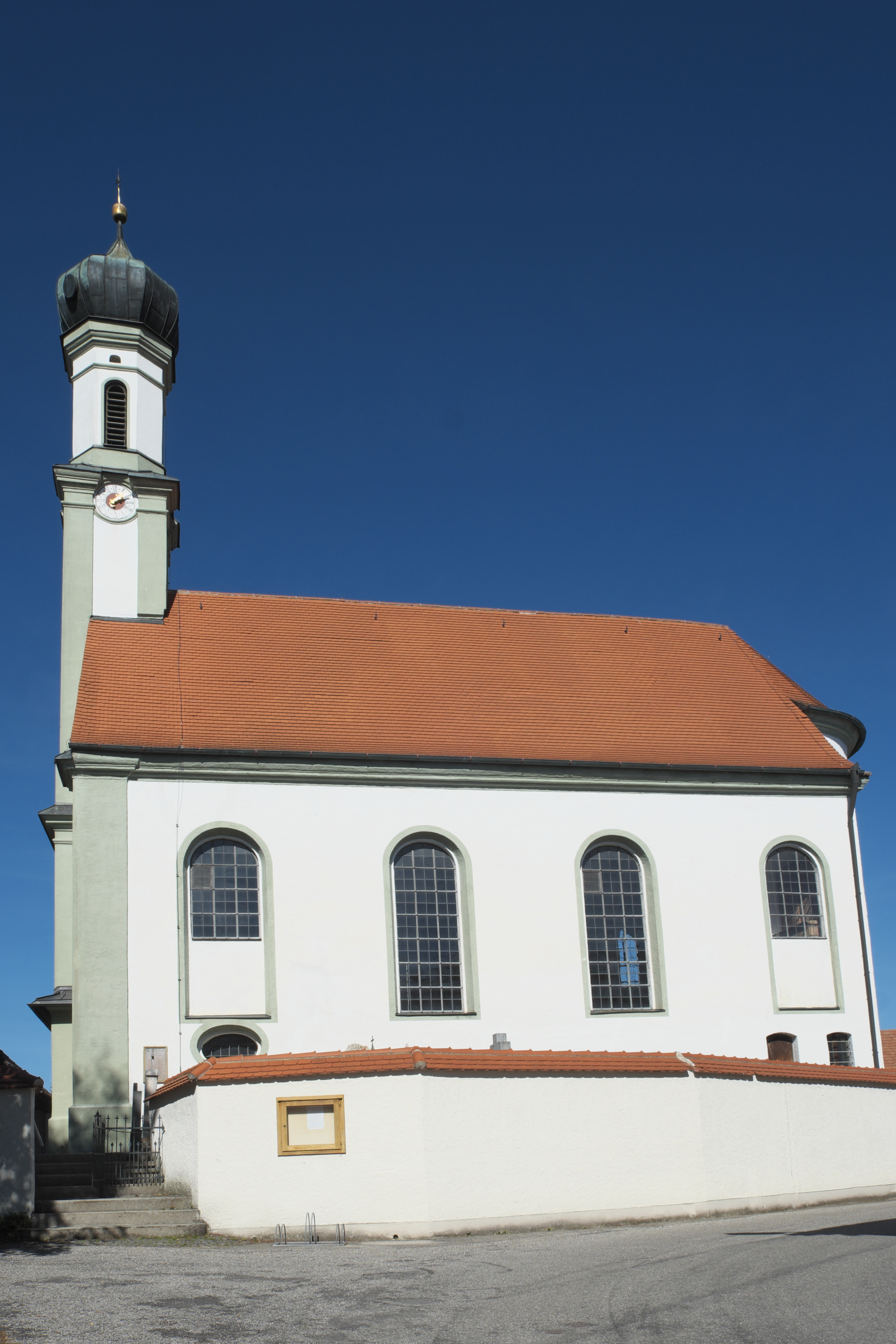
St. Georg in Eismerszell

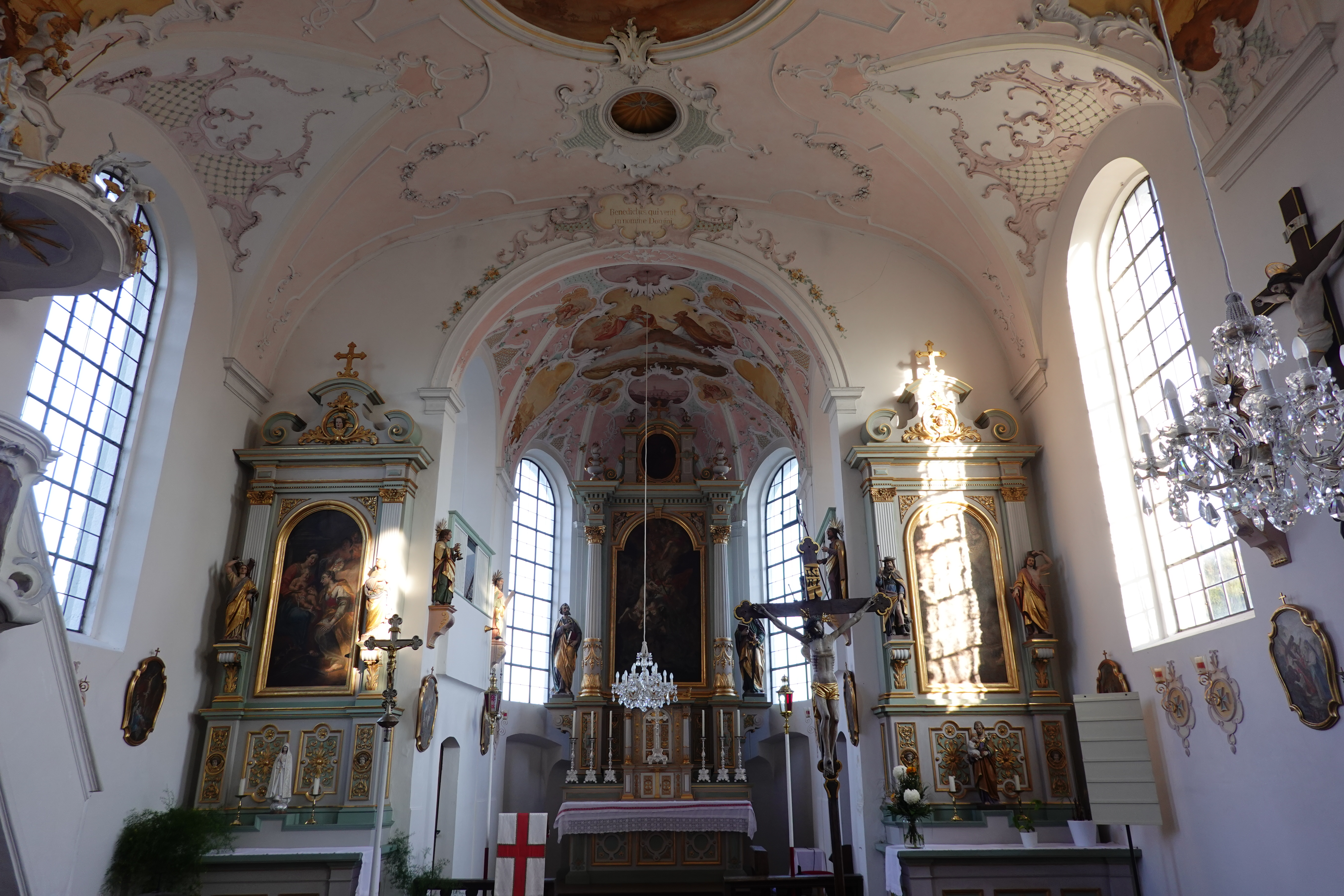
Innenansicht

Die römisch-katholische Filialkirche St. Georg steht in Eismerszell, einem Gemeindeteil von Moorenweis im oberbayerischen Landkreis Fürstenfeldbruck. Das Bauwerk ist in der Liste der Baudenkmäler in Moorenweis als Baudenkmal unter der Nr. D- D-1-79-138-11 eingetragen. Die Kirche gehört zum Dekanat Landsberg des Bistums Augsburg. Kirchenpatron ist der Hl. Georg.

## Beschreibung
Die barocke Saalkirche wurde ab 1739 nach Plänen von Joseph Schmuzer anstelle eines Vorgängerbaus von 1686 errichtet. Sie besteht aus dem Langhaus, dessen Mauern vom mittelalterlichen Vorgängerbau stammen, dem eingezogenen, halbrund geschlossenen Chor im Osten und dem mit einer Zwiebelhaube bedeckten Fassadenturm im Westen, dessen oberstes Geschoss den Glockenstuhl enthält.
Der Stuck aus Bandelwerk wurde 1740 von Franz Xaver Schmuzer eingebracht, der an der Empore wurde um 1770 von Tassilo Zöpf gestaltet. Die Altarretabel der neobarocken Altäre hat Johann Georg Wolcker geschaffen. Der Hochaltar wird von den Skulpturen der Apostelfürsten Petrus und Paulus flankiert. Auf dem Altarretabel ist der heilige Georg dargestellt.
Die Orgel wurde von Orgelbau Sandtner errichtet.